# Atom Ant
Atom Ant és un personatge de dibuixos animats. Va ser creat pels estudis d'animació Hanna-Barbera el 1965. Atom Ant és una minúscula formiga antropomòrfica i parlant, posseïdora d'una gran força i poder a causa d'haver-se exposat a una radiació atòmica. Sovint, la policia (representada per només dos agents i un cotxe patrulla destruït) la contactava i la enviava a missions. Les seves aventures van ser emeses per la televisió nord-americana dins el programa The Atom Ant Show, on apareixien altres personatges dels estudis Hanna Barbera, com ara Precious Pupp, Secret Squirrel, Winsome Witch o Squiddly Diddly.

## El Personatge
Atom Ant és una formiga de color vermell. Té només dues cames primes i dos braços musculosos, en lloc de les sis extremitats característiques d'un ésser de la seva espècie. Sol anar enfundada en un jersei o dessuadora de coll alt de color taronja, que li cobreix la seva àmplia caixa toràcica. El jersei porta el seu logotip, una lletra «A» enorme, damunt el pit. Sobre el seu cap, molt rodó, porta un casc de color blanc subjectat amb una cinta sota el mentó. En el casc hi ha dos orificis, per on sobresurten les seves antenes. Atom Ant, tot i la seva mida petita, pot aixecar pesos de moltes tones, moure's a una gran velocitat, volar deixant anar una estela brillant al seu darrere i rebre senyals de radi i socors a través de les antenes. Al seu quarter general, dins d'un formiguer, disposava d'un ordinador central i un gimnàs. El seu crit de batalla era: Up and at 'em, Atom Ant!.

## Doblatge
La veu d'Atom Ant, inicialment, la va posar l'actor de doblatge Howard Morris i, posteriorment, Don Messick, qui doblava, a més altres personatges. El narrador de molts capítols va ser Ted Cassidy, més conegut com Lurch de The Addams Family. Altres actors i actrius que van posar veu a la sèrie van ser Don Messick, Daws Butler, Janet Waldo, Stan Farber, Al Capps i Ron Hicklin.

## Episodis
Atom Ant es va emetre per primera vegada el 1965. La NBC va emetre un especial de mitja hora titulat The World of Secret Squirrel and Atom Ant, com a pilot per al seu programa dels dissabtes. Unes setmanes més tard, la NBC va començar a emetre la série regularment, des del 2 d'octubre de 1965 fins al 31 d'agost de 1968.
La sèrie consta de 26 episodis, que s'emetien conjuntament amb les sèries de Precious Pupp i dels Hillbilly Bears formant l'anomenat The Atom Ant Show. Aquest xou s'emetia els dissabtes al matí, conjuntament amb Secret Squirrel Show. Els capítols tenen 21 minuts de durada.
| Núm | Episodis                  | Resum |
| --- | ------------------------- | --- |
| 1   | Crakenshaft Monster       | El Científic Crakenshaft crea un monstre terrible al que Atom Ant haurà d'enfrontar-se. |
| 2   | Up and Atom               | Atom Ant és requerida perquè detingui a la Big Fats Dynamo que ha estat alliberada de la presó per la seva banda. |
| 3   | Ferocious Flea            | Atom Ant es veu forçada a lluitar contra una puça, Ferocious Flea, quan aquesta està dedicant-se a activitats criminals. |
| 4   | Atom Ant Meets Karate Ant | Atom Ant és requerida quan a la ciutat arriba una altra formiga, Karate Ant. |
| 5   | Nobody´s Fool             | Dos criminals oculten a Anastasia Antnik per distreure a Atom Ant mentre fan un atracament. |
| 6   | Rambling Robot            | Dos nois construeixen un robot que perd el cap i es torna destructiu. Tan sols Atom Ant el podrà detenir. |
| 7   | Gem a Go-Go-Go            | La gemma més valuosa del món, el topazi de Tura Lura és robat. Atom Ant s'encarregarà d'investigar el robatori. |
| 8   | Fastest Ant in the West   | un xèrif vol lliurar-se del criminal Rowdy Dowdy així que augmenta a 25.000 dòlars la recompensa i demana ajuda a Atom Ant. |
| 9   | Mistaken Identity         | La policia culpa a Atom Ant d'un delicte i ella mateixa haurà de trobar a l'autèntic culpable. |
| 10  | How Now Bow Wow           | Els mestres criminals Ferocious Flea i Bone Brains han robat un gos d'una exposició canina i Atom Ant el busca. |
| 11  | Dragon Master             | Dr. Strange crea una màquina del temps i enganya a Atom Ant, enviant-la a l'època dels Dracs perquè lluiti contra un d'ells. |
| 12  | The Big Gimmick           | El Professor Von Gimmick ha creat un robot gegantesc per atacar la ciutat. |
| 13  | SuperBlopper              | Atom Ant va a conèixer a Super Guy, el seu heroi televisiu favorit, que està en un supermercat proper. |
| 14  | Wild, Wild Ants           | Una banda de formigues motoristes envaeix els campaments dels pujols. Atom Ant decideix posar fi a aquesta situació. |
| 15  | Dina-sore                 | El raig d'una tempesta fa que un dinosaure d'un museu cobri vida. Tan sols Atom Ant podrà aturar-ho. |
| 16  | Amusement park amazement  | El Professor Von Gimmick anuncia la construcció d'un parc d'atraccions. Atom Ant s'ofereix voluntària per ajudar-li. Quan arriba al laboratori de Von Gimmick, Atom Ant descobreix que fara servir el parc per eliminar els seus enemics. |
| 17  | Bully for Atom Ant        | En un viatge a Mèxic Atom Ant coneix al torero Chicken Enchilada, el qual està a punt de suïcidar-se ja que està horroritzat davant la idea d'enfrontar-se al toro. Atom Ant decideix ajudar-lo.                                          |
| 18  | Termighty Pixen           | El Professor Von Gimmick ha creat un poderós tèrmit. Quan aquest s'escapa el professor demana ajuda a Atom Ant. |
| 19  | Go West Young Ant         | Un vagó de tren de formigues és arrossegat a través de les polvorientas planicies en la seva migració cap a l'Oest. |
| 20  | Nine Strikes You´re Out   | El científic Dastarly Deeds ha descobert el secret de les nou vides dels gats. Amb això ha fet vuit duplicats de si mateix i pretén acabar amb Atom Ant d'una vegada per sempre.                                                          |
| 21  | Rock a Bye Boo-Boo        | Atom Ant rep el senyal d'un terratrèmol en una ciutat Bavaresa. Quan acudeix a salvar la ciutat descobreix que allí tan sols hi ha l'ou d'ocell gegantesc. Quan l'ocell veu a la formiga amb l'ou, aquesta haurà de calmar-ho.            |
| 22  | Knight Fight              | Atom Ant viatjarà en el temps per enfrontar-se amb un cavaller malvat i alliberar a una princesa. |
| 23  | Up in air Squares         | El criminal Toadstool està robant edificis i enviant-los a la Lluna. |
| 24  | Pterducktil soup          | El professor Gimmick li dona una poció a un Pterodáctilo d'un museu, retornant-ho a la vida i causant greus destrosses a la ciutat. Tan sols Atom Ant té possibilitats de detenir-ho.                                                     |
| 25  | Killer-Diller Gorilla     | Kink Konk ha causat el terror a Nova York. Atom Ant intentarà detenir-ho. |
| 26  | Mouser-Rouser             | Un ratolí, atrapat per un gat, envia un missatge desesperat de socors a Atom Ant. |

## Altres aparicions

### Televisió
Atom Ant va aparèixer després a Yogi's Ark Lark el 1972, i en el seu spin-off Yogi Bear &amp; Friends el 1973, doblada per Do Messick. El 1991, en la sèrie Jo Yogi!, amb Do Messick reprenent Atom Ant. En l'episodi Super Duper Snag es va revelar que el seu casc atòmic és la seva font de poder. Atom Ant va fer un cameo en l'episodi Agent Penny de Super Secret Squirrel en 2 Stupid Dogs (1993). Després va aparèixer a l'episodi d'Harvey Birdman, Attorney at Law (2000) Incredible Hippo, on apareix com l'acusada de contaminació radioactiva per la EPA. En la pel·lícula de Directe-a-DVD Scooby-Doo! Mask of the Blue (2013), Atom Ant fa un cameo en una imatge.

### Cinema
Atom Ant apareix en els crèdits finals de Scooby! (2020) com a nova recluta de the Falcon Force, un nou equip format per the Blue Falcon.

### Videojocs
Hi-Tech Programari va publicar el 1990 un videojoc de la sèrie econòmica per a l'ordinador Commodore 64 anomenat Atom Ant: Up and Atom. La idea del joc és volar i recollir una certa quantitat de bombes escampades al voltant d'uns edificis de gran altura i "atomitzar-les" en un dispositiu especial amb forma de bombolla en la part superior de cada àrea (un disseny de joc influenciat pel Bomb Jack de Tehkan).